# 運営 (2ちゃんねる・5ちゃんねるカテゴリ)
運営（うんえい）は、匿名掲示板群2ちゃんねる（2ちゃんねる (2ch.net)、2ちゃんねる (2ch.sc)、5ちゃんねる）において、複数の掲示板を方針や趣旨ごとにまとめたカテゴリの中の1つである。2ちゃんねるの運用に関わる掲示板、削除依頼を受け付ける掲示板、削除や運用について議論や情報交換をする掲示板から成る。

## 歴史
- 2000年1月17日 - 削除依頼板新設
- 2000年4月29日 - 削除議論板新設
- 2001年10月16日 - 規制情報板新設
- 2002年7月25日 - 削除依頼板を削除要請板と削除整理板に分割
- 2003年4月28日 - 運用情報板新設
- 2003年10月20日 - 規制議論板新設
- 2004年3月3日 - 案内カテゴリから分離
- 2004年5月28日 - 運用情報臨時板新設
- 2004年5月28日 - 削除知恵袋板新設

## 掲示板
8個の板からなる。

### 運用情報板
2ちゃんねるのサーバ状況の連絡や運営方針を議論するための板。正式名称「運用情報」。通称「幼女」「ょぅιﾞょ」。通称は「うんよう じょうほう」から。
歴史
- 2003年4月28日　新設される。(当時のサーバーはqb)
- 2003年4月29日　強制ID表示導入。(新設当時は任意ID表示)
- 2003年6月30日　名無しの名前変更。( 名無しさん＠お腹いっぱい。→動け動けウゴウゴ２ちゃんねる)
- 2003年10月24日　サーバー変更。(qb→qb3)
- 2004年5月23日　サーバー変更。(qb3→qb5)

### 運用情報臨時板
運用情報板が使用できない場合に使う板。正式名称「運用情報（超臨時）」。当初はsports2というさくらインターネットにある特別なサーバに一つだけ存在していた板で、2ちゃんねるのサーバが経路障害やデータセンター側の不具合などで全滅した場合でも生き残ったりしていた。2011年にFOX ★によってhatoサーバに移転し、sports2サーバが廃止されると、他のサーバと運命を共にすることになった。
歴史
- 2004年5月28日　新設される。(当時のサーバーはsports2)
- 2004年6月24日　名無しの名前変更。(名無しさん＠お腹いっぱい。→動け動けウゴウゴ２ちゃんねる)

### 規制情報板
書き込み規制・アクセス規制などに関する板。犯罪予告をした者のIP（ホスト名）の開示や裁判所の命令によるアクセスログ開示も行われており、一般人は書き込みできない。正式名称「アクセス規制情報」。
一般の書き込みができないため、管理人や規制人や報告人等といったボランティアが書き込んでいる。
歴史
- 2001年10月16日　新設される。(当時のサーバーはteri)
- 2003年2月18日　サーバー変更。(teri→qb)
- 2003年10月24日　サーバー変更。(qb→qb3)
- 2004年5月23日　サーバー変更。(qb3→qb5)

### 規制議論板
荒らし行為をする者を通報するための板。アクセス規制の緩和・解除を要望するための板でもある。正式名称「あらし報告・規制議論」。通称「正義」。
歴史
- 2003年10月20日　運用情報板から分割される。(qbサーバー)
- 2003年10月24日　サーバー移転。(qb→qb3)
- 2004年5月23日　サーバー移転。(qb3→qb5)

### 削除要請板
レスやスレッドの削除を要請するための板。個人情報や差別、裁判所の命令など速やかに削除されるべきものが依頼対象。リモートホスト強制表示。正式名称「削除要請」。前述のように扱う内容がシビアであるため、「2ちゃんねるが2ちゃんねるであるための板」「対外窓口」とも称される。
依頼者の中には削除整理板で削除依頼すべき通常削除対象を削除要請板に持ち込むこと人も多く、その場合は依頼を書き込んでも受理されない。重要削除対象とは個人情報や差別発言などによる中傷の書き込みなどであり、報告に対して作業は事務的に行われる。直接投稿するとホスト名が表示される。削除作業は不定期に行われる。削除作業が厳密に行われているため、作業を著しく妨害する行為を行った場合に「削除からの規制」によって全サーバ規制が発動することがしばしば。
歴史
- 2002年7月25日　削除依頼板が削除整理板と削除要請板に分割される。(qbサーバー)
- 2003年9月24日　サーバー移転。(qb→qb2)
- 2004年5月25日　サーバー移転。(qb2→qb5)

### 削除整理板
レスやスレッドの削除を要請するための板。削除要請板で取り扱うもの以外(荒らしやスパムなど)が対象。リモートホスト強制表示。正式名称「削除依頼」。削除要請板より削除活動の頻度が下がる傾向があり、未処理数か月待ちといった板も度々出てくる。
歴史
- 2002年7月25日　削除依頼板が削除整理板と削除要請板に分割される。(qbサーバー)
- 2003年9月24日　サーバー移転。(qb→qb2)
- 2004年5月25日　サーバー移転。(qb2→qb5)

### 削除議論板
削除に対するクレーム（抗議）をつけるための板。リモートホスト強制表示。正式名称「削除議論」。通称「詐欺」「鷺」。
歴史
- 2000年4月29日　新設される。(takoサーバー)
- 2000年6月11日　サーバー移転。(tako→mentai)
- 2000年8月12日　サーバー移転。(mentai→piza)
- 2000年9月14日　サーバー移転。(piza→teri)
- 2002年2月13日　サーバー移転。(teri→qb)
- 2002年2月18日　サーバー移転。(qb→kaba)
- 2002年7月22日　サーバー移転。(kaba→qb)
- 2003年9月18日　サーバー移転。(qb→qb2)
- 2004年5月25日　サーバー移転。(qb2→qb5)

### 削除知恵袋板
削除に関する情報を集めるための板。正式名称「削除のなりっじべーす」。
削除のブレを防止する目的で、削除人同士のコミュニケーション・削除に関する情報を収集する掲示板として2004年11月1日に新設された。(当時のサーバーはqb5)